# J・J・ジョンソン
J・J・ジョンソン（J. J. Johnson、1924年1月22日 - 2001年2月4日）は、スウィング・ジャズ期末期からモダン・ジャズ時代にかけて活躍したトロンボーン・プレイヤー。
モダン・ジャズにおけるトロンボーン演奏の第一人者であり、ジャズ界で「J.J.」と言えばすなわち彼を指すほどに著名な存在である。

## 来歴

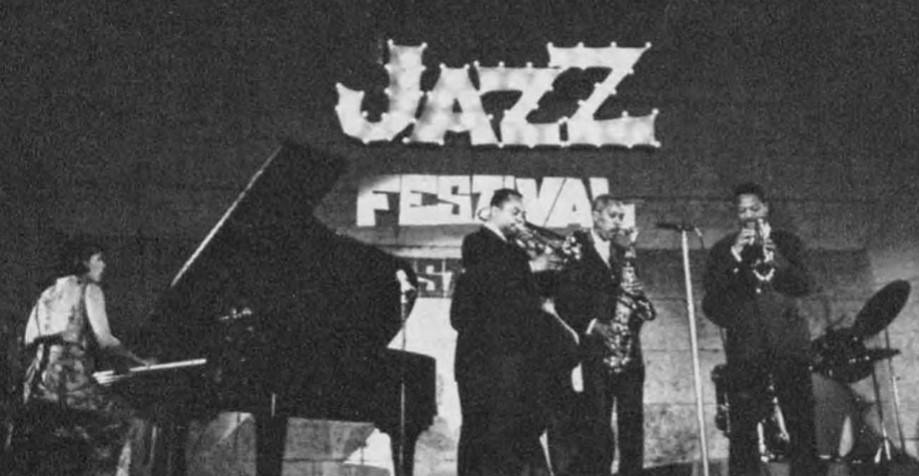
1964年7月10日から16日にかけて、東京、大阪、京都、名古屋、札幌で「第1回世界ジャズ・フェスティヴァル」が開催された。ジョンソンは同フェスティヴァルに出演するため2度目の来日を果たした。日比谷野外音楽堂で行われたJ・J・ジョンソン・オールスターズのコンサートには秋吉敏子がピアノで飛び入り参加した。写真は左から秋吉、ジョンソン、ソニー・スティット、クラーク・テリー。

インディアナ州インディアナポリス生まれ。スウィング・ジャズ全盛期の1941年にクラレンス・ラブ楽団に在籍、プロとしての活動を開始。ベニー・カーター楽団（1942年-1945年在籍）やカウント・ベイシー楽団（1945年-1946年在籍）といった名門ビッグバンドでキャリアを積んだ。
1950年代初頭に、チャーリー・パーカーやディジー・ガレスピーらとの演奏活動を通じてテクニックを磨き、のちに「空前絶後」と評された独自の演奏スタイルを確立してモダン・ジャズ時代の人気プレイヤーのひとりとなる。
いくつかのリーダー・グループを率いたが、人気・実力共もっとも高かったのは1954年に白人のトロンボーン・プレイヤーカイ・ウィンディングと結成した2トロンボーン・コンボ「J&K」であろう。二人は日本でも『スイングジャーナル』誌における人気投票のトロンボーン部門で常に上位を争う存在であった。二人のコンボは、その独創性と完成度によって当初から高い評価を得ていた。
またプレイヤーとしてだけではなくアレンジャーとしても活躍しており、自身が参加していないアルバムのアレンジや、映画音楽のスコアも数多く手がけている。70歳近くになってからもMacintoshでの編曲を始めるなど、精力的に活動。作曲面の才能もあり、バラード「ラメント (Lament)」などの代表曲がある。
他に共演者はクリフォード・ブラウン、ジミー・ヒース、ケニー・クラーク、ウィントン・ケリー、チャールス・ミンガス、マイルス・デイヴィス、ハンク・モブレー、ホレス・シルヴァー、ポール・チェンバース、ソニー・ロリンズ、スタン・ゲッツ、オスカー・ピーターソン、レイ・ブラウン、トミー・フラナガン、マックス・ローチ、レオ・パーカー、ハンク・ジョーンズ、ソニー・スティット等が挙げられる。
晩年まで音楽活動を続けたが、前立腺癌による病苦から2001年、インディアナポリスにて自殺した。

## モダン・ジャズにおけるトロンボーンとJ.J.
スウィング・ジャズ時代には花形楽器だったトロンボーンだが、モダン・ジャズ時代になるとあまり省みられなくなった。その理由のひとつにトロンボーンの持つ構造的特徴がある。
トロンボーンはトランペットやサックスのようにバルブやキーを操作することで音階を変化させるのではなく、スライドを伸縮させることによってそれを行う。このことが楽器としてきわめて特徴的な機能、例えば中間音（ハーフトーンやクォータートーン）を容易に出せる、スライドトーンといった表現が可能である等をもたらした。
これらの特性はトロンボーンにハーモニー楽器としての位置付けをなし、アンサンブルを重視するビッグバンド・ジャズにおいてバンドや曲自体の性格を決定する「核」としての役割を果たすこととなった。
しかしその後に訪れたビバップ時代は、スピード感あふれる素早い音の切り替えや高音域までカバーする幅広い音階を多用したアドリブ（インプロヴィゼーション）プレイ重視となり、前述したトロンボーンの楽器としての特徴は逆に欠点（スライドの移動距離が大きく素早いフレーズを吹きにくい、音程が狂いやすい、音と音の切り替えがあいまい等）となって、ジャズ楽器の主流の座を失っていった。
J・J・ジョンソンは「トロンボーンのディジー・ガレスピー」と形容された超絶的技巧をもってこの欠点を克服し、モダン・ジャズのトップ・プレイヤーの地位を確立すると同時に、以降の時代におけるトロンボーンのジャズ楽器としての可能性を示し、多くの後進たちに多大な影響を与えた。その高速フレージングは、わざわざアルバム・ジャケットに｢バルブトロンボーンに非ず｣との注記まで付けられたほどである。

## ディスコグラフィ

### リーダー・アルバム
- 『J.J.ジョンソン・ジャズ・クインテット』 - J. J. Johnson's Jazz Quintets (1949年、Savoy) ※1946年-1949年録音。サヴォイからのシングル&EP集
- Modern Jazz Trombones (1951年、Prestige) ※1949年録音。カイ・ウィンディングとのスプリット盤
- 『サウス・パシフィック・ジャズ』 - Jazz South Pacific (1952年、Regent / Savoy)
- Jazz Workshop, Volume One: Trombone Rapport (1953年、Debut) ※with カイ・ウィンディング、ベニー・グリーン、ウィリー・デニス
- 『ジ・エミネント・J.J.ジョンソン Vol.1』 - The Eminent Jay Jay Johnson, Vol. 1 (1955年、Blue Note)
- 『ジ・エミネント・J.J.ジョンソン Vol.2』 - The Eminent Jay Jay Johnson, Vol. 2 (1955年、Blue Note)
- 『ジ・エミネント・J.J.ジョンソン Vol.3』 - The Eminent Jay Jay Johnson, Vol. 3 (1955年、Blue Note)
- Jazz Workshop, Volume Two: Trombone Rapport (1955年、Debut) ※1953年録音
- 『J・イズ・フォー・ジャズ』 - J Is for Jazz (1956年、Columbia)
- 『トロンボーン・バイ・スリー』 - Trombone By Three (1956年、Prestige) ※カイ・ウィンディング、ベニー・グリーンとのスプリット盤
- 『スティット、パウエル&J.J.』 - Sonny Stitt / Bud Powell / J.J. Johnson (1956年、Prestige) ※with ソニー・スティット、バド・パウエル
- 『フォー・トロンボーンズ』 - Four Trombones (1957年、Debut) ※1953年録音
- 『ファースト・プレイス』 - First Place (1957年、Columbia)
- 『ブルー・トロンボーン』 - Blue Trombone (1957年、Columbia)
- 『ダイアルJ.J.5』 - Dial J. J. 5 (1957年、Columbia)
- 『アット・ジ・オペラ・ハウス』 - Stan Getz and J. J. Johnson at the Opera House (1957年、Verve) ※with スタン・ゲッツ
- 『J.J.イン・パーソン』 - J. J. in Person! (1958年、Columbia)
- 『リアリー・リヴィン』 - Really Livin' (1959年、Columbia)
- Trombone and Voices (1960年、Columbia)
- 『J.J.Inc.』 - J.J. Inc. (1960年、Columbia)
- A Touch of Satin (1961年、Columbia)
- 『マック・ザ・ナイフ』 - André Previn and J. J. Johnson (1961年、Columbia) ※with アンドレ・プレヴィン
- 『J.J.ズ・ブロードウェイ』 - J.J.'s Broadway (1963年、Verve)
- 『プルーフ・ポジティヴ』 - Proof Positive (1964年、Impulse!)
- 『J.J.!』 - J.J.! (1964年、RCA Victor) ※旧邦題『ダイナミック・サウンド』
- Goodies (1965年、RCA Victor)
- 『ブロードウェイ特急』 - Broadway Express (1965年、RCA Victor)
- 『ザ・トータル』 - The Total J.J. Johnson (1966年、RCA Victor)
- 『ライヴ・イン・ジャパン』 - The Yokohama Concert (1977年、Pablo) ※with ナット・アダレイ
- 『ピナクルズ』 - Pinnacles (1979年、Milestone)
- 『コンセプツ・イン・ブルー』 - Concepts in Blue (1980年、Pablo)
- Aurex Jazz Festival '82 All Star Jam (1982年、East World / Somethin' Else Classics) ※with クラーク・テリー、カイ・ウィンディング、デクスター・ゴードン
- 『ジャンピン・ブルース』 - Jackson, Johnson, Brown and Company (1983年、Fantasy) ※with ミルト・ジャクソン、レイ・ブラウン
- We'll Be Together Again (1984年、Pablo) ※with ジョー・パス
- 『シングス・アー・ゲティング・ベター・オール・ザ・タイム』 - Things Are Getting Better All the Time (1984年、Pablo) ※with アル・グレイ。旧邦題『朝日のごとくさわやかに』
- 『クインタージー〜ライヴ・アット・ヴィレッジ・ヴァンガード』 - Quintergy (1988年、Antilles)
- 『スタンダーズ / J.J.ジョンソン・ライヴ・アット・ヴィレッジ・ヴァンガードVOL.2』 - Standards (1988年、Antilles)
- 『ビ・バップの巨人』 - The Be Bop Legends (1990年、Polydor) ※1964年録音。セロニアス・モンクとのスプリット盤
- 『ヴィヴィアン』 - Vivian (1992年、Concord)
- 『レッツ・ハング・アウト』 - Let's Hang Out (1992年、Verve)
- 『アメイジング・グレイス』 - Tangence (1994年、Verve) ※with ロバート・ファーノン・オーケストラ
- The Brass Orchestra (1996年、Verve)
- Heroes (1998年、Verve)
- Chain Reaction: Yokohama Concert, Vol. 2 (2002年、Pablo) ※1977年録音。with ナット・アダレイ
- 『ライヴ・イン・ロンドン』 - Live In London (2008年、MSI) ※1964年録音
- 『クインテット・ライヴ・イン・アムステルダム1957』 - What's New (2009年、Music Center The Netherlands) ※1957年録音

### ジェイ・ジェイ・ジョンソン & カイ・ウィンディング（J&K）
- 『ジェイ・アンド・カイ』 - Jay and Kai (1954年、Savoy)
- 『バードランドのJ&K』 - An Afternoon at Birdland (1954年、"X"/RCA)
- Jay and Kai – Dec. 3, 1954 (1954年、Prestige)
- 『K+J.J.』 - K + J.J. (1955年、Bethlehem)
- 『ジェイ・アンド・カイ』 - Jay and Kai (1955年、Columbia)
- 『トロンボーン・フォー・トゥー』 - Trombone for Two (1955年、Columbia)
- Jay and Kai + 6, The Jay and Kai Trombone Octet (1956年、Columbia)
- 『アット・ニューポート』 - Dave Brubeck and Jay & Kai at Newport (1956年、Columbia) ※デイヴ・ブルーベック・カルテットとのスプリット盤
- 『J.J.&カイ・クインテット ベニー・グリーン・ウィズ・ストリングス』 - Kai And Jay, Bennie Green With Strings (1956年、Prestige) ※ベニー・グリーン・ウィズ・ストリングスとのスプリット盤
- 『ザ・グレート・カイ&J.J.』 - The Great Kai & J. J. (1960年、Impulse!)
- 『イスラエル』 - Israel (1968年、A&M/CTI)
- 『ビットゥイクスト・アンド・ビットゥイーン』 - Betwixt & Between (1968年、A&M/CTI)
- 『ストーンボーン』 - Stonebone (1969年、A&M/CTI)